# Ферхат, Мухаммед
Мухаммед Ферхат (21 июля 1924 — 11 ноября 2011) — марокканский журналист, профсоюзный деятель, преподаватель и революционер. Один из создателей и руководителей Марокканской коммунистической партии, затем Партии прогресса и социализма. Участник национально-освободительной и антиколониальной борьбы Марокко.